# Ефремова, Вера Андреевна
Вера Андреевна Ефре́мова (10 ноября 1929, Москва, СССР — 2 июня 2021, Тверь, Россия) — советский и российский театральный режиссёр и педагог. Художественный руководитель (1974—2020) и главный режиссёр Тверского областного академического театра драмы (2017—2021). Народная артистка РСФСР (1980). Лауреат Государственной премии РСФСР им. К. С. Станиславского (1982).

## Биография
Вера Ефремова родилась 10 ноября 1929 года в Москве в артистической семье (мать — актриса Анна Павловна Веровская, отец — режиссёр А. А. Ефремов).
Супруг — народный артист РСФСР Александр Чуйков (1936—2015).
Творческую деятельность начала в 1949 году как актриса Саратовского театра юного зрителя.
В 1953 году окончила филологический факультет СГУ имени Н. Г. Чернышевского, а в 1957 году режиссёрский факультет ГИТИС (педагоги Н. М. Горчаков, А. А. Гончаров, А. Д. Попов, М. О. Кнебель, И. И. Судакова).
Первую театральную постановку осуществила в 1956 году на сцене Саратовского ТЮЗа. Затем ставила спектакли в Челябинском академическом театре драмы им. Цвиллинга, в 1960—1963 годы была главным режиссёром Рязанского ТЮЗа.
С 1964 по 1974 годы — главный режиссёр Ульяновского драматического театра.
С 1974 по 2020 годы — художественный руководитель, с 2017 года — главный режиссёр Тверского драматического театра. Основатель, художественный руководитель, профессор кафедры мастерства актёра Тверского актёрского курса Высшего театрального училища имени М. С. Щепкина, работающего на базе театра с 1993 года.
Скончалась в Твери 2 июня 2021 года на 92-м году жизни в результате сердечной недостаточности. Прощание с Верой Андреевной прошло 4 июня в Тверском театре драмы. Похоронена на Дмитрово-Черкасском кладбище Твери рядом с мужем.

## Признание и награды
- Заслуженный деятель искусств РСФСР (20.08.1973)
- Народный артист РСФСР (16.06.1980)[1]
- Государственная премия РСФСР имени К. С. Станиславского (1982)[4] — за постановку спектаклей последних лет
- Орден Дружбы народов (01.08.1990)[8]
- Орден Почёта (01.07.2002)[9]
- Орден «За заслуги перед Отечеством» IV степени (11.08.2010)[10]
- Почётный гражданин Твери (1998)
- Почётный гражданин Тверской области (2004).
- Нагрудный знак РФ «За вклад в российскую культуру» (2014, Министерство культуры Российской Федерации)[11].

## Постановки в театре

### Саратовский театр юного зрителя
- 1956 — «Чудесный сплав» В. М. Киршона

### Челябинский академический театр драмы им. Цвиллинга
- 1957 — «Беспокойная старость» Л. Н. Рахманова
- 1958 — «Бесприданница» А. Н. Островского

### Тверской областной академический театр драмы
- 1975 — «Вишнёвый сад» А. П. Чехова[12]
- 1977 — «Верен тебе» А. А. Чуйкова
- 1981 — «Мария Стюарт» Ф. Шиллера
- 1984 — «Последняя жертва» А. Н. Островского
- 1984 — «Вишнёвый сад» А. П. Чехова
- 1989 — «Чайка» А. П. Чехова
- 1990 — «Мачеха» О. де Бальзака